# Steegen, Oberösterreich
Steegen är en ort och kommun i Österrike. Den ligger i distriktet Grieskirchen i förbundslandet Oberösterreich, 190 kilometer väster om huvudstaden Wien.
Kommunen består av 24 orter (Ortschaften) (inom parentes invånarantal 1 januari 2024):

- Asing (44)
- Enzing (47)
- Griesbach (13)
- Kirchenfeld (160)
- Krottenthal (13)
- Langenpeuerbach (67)
- Oberbubenberg (15)
- Obererleinsbach (54)
- Ort an der Straß (41)
- Parz am Öhlstampf (20)
- Rittberg (19)
- Sallet (8)
- St. Pius (101)
- Steegen (144)
- Steinbruck (150)
- Stieglhof (17)
- Unterbubenberg (28)
- Untererleinsbach (46)
- Unterndobl (13)
- Untwüsten (16)
- Urleinsberg (17)
- Vest (18)
- Weireth (31)
- Windprechting (13)